# Música tradicional de Cuba

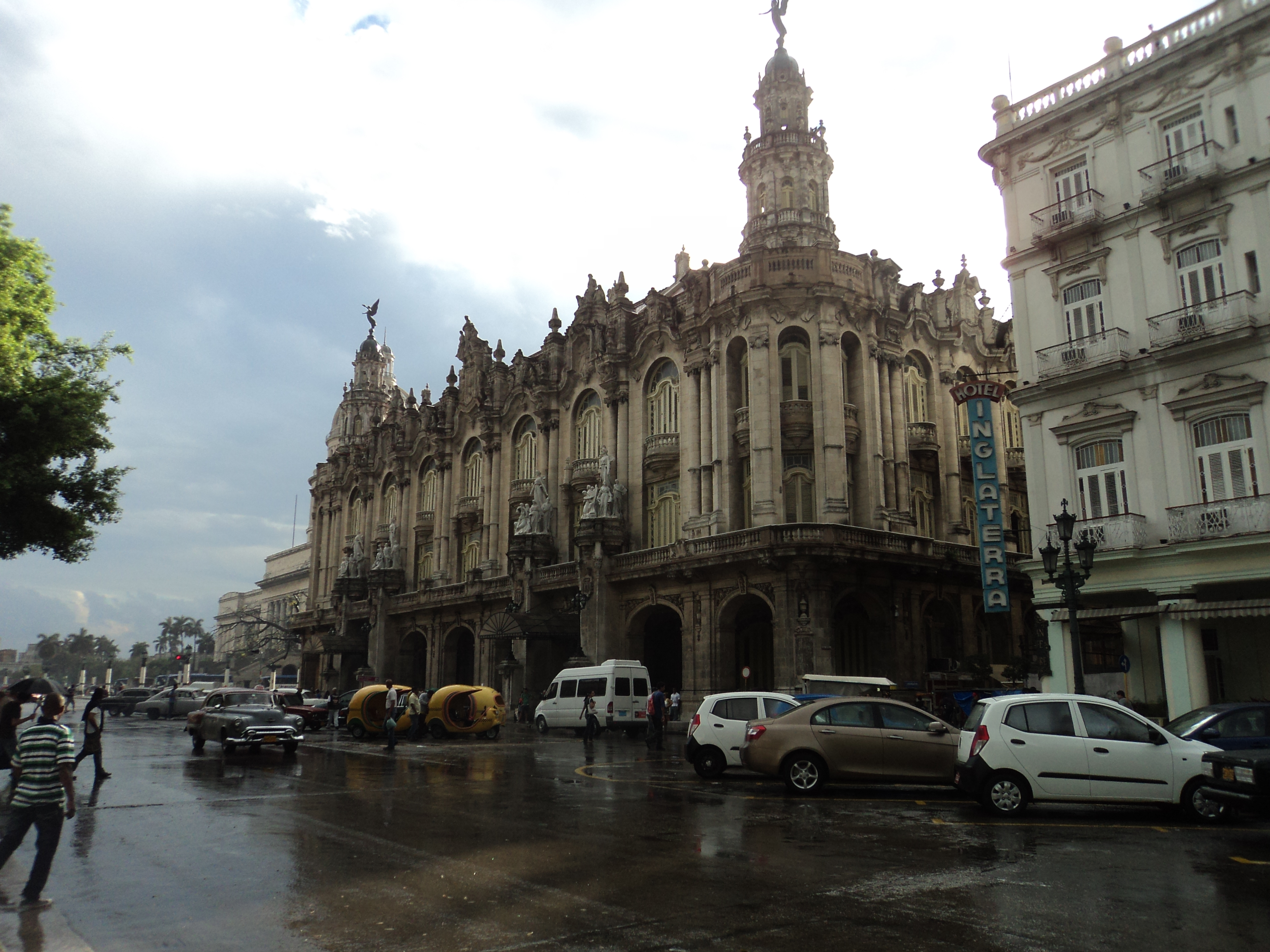
La Habana, Cuba centro histórico

La música tradicional de Cuba es la expresión de ritmos y melodías autóctonas o introducidas en la isla de Cuba. La música cubana puede tener varios orígenes o etapas que datan desde el siglo XV hasta finales del siglo XX con el asentamiento de sus pueblos 

## Clasificación de los géneros
Durante los años sesenta del siglo XX, una organización metodológica fue aplicada sistemáticamente al análisis de la música popular cubana tradicional o autóctona; y esa metodología, llamada de los "complejos genéricos" estaba basada principalmente en las obras del musicólogo cubano Argeliers León. En su libro Del Canto y el Tiempo, León dividió el estudio de la música popular cubana en diversas secciones presentadas en el siguiente orden: Música yoruba, Música bantú, Música abakuá, Música guajira, El son, La rumba, La guaracha, La canción y el bolero, Música instrumental, De la contradanza al danzón, al chachachá y Hacia el presente, en el presente. 
El Dr. Olavo Alén Rodríguez dice acerca del "sistema de complejos genéricos": “Tanto en su libro Música folklórica cubana como en su obra cumbre Del canto y el tiempo, él [León] nos presenta un panorama de nuestra música a partir fundamentalmente de la descripción de los géneros originarios de Cuba. Pero estas divisiones propuestas por Argeliers no pretendían tener el rigor de un ordenamiento científico que fuera consecuente con los principios clasificatorios de la coherencia, la exclusividad, la exhaustividad y sobre todo, la dicotomía.”
Según la teoría de los "Complejos Genéricos" de la música cubana, la música tradicional de Cuba se clasifica en:
- El complejo del Punto, que comprende: Punto libre, Punto fijo, Guajira antigua.
- El complejo de la Rumba, que comprende: Yambú, Guaguancó, Columbia, Conga de comparsa.
- El complejo del Danzón, que comprende: Danzón, Contradanza, Danzonete, Mambo, Cha cha chá.
- El complejo del Son, que comprende: Son, Son montuno, Changüí, Sucu-sucu, Guaracha.
- El complejo de la Canción, que comprende: Canción, Trova, Bolero, Filin (género musical).[2]

La teoría de los "Complejos Genéricos" de la música cubana ha sido refutada desde hace mucho tiempo por reconocidos musicólogos como Leonardo Acosta, quien explica en su artículo De los complejos genéricos y otras cuestiones:

Afortunadamente, la teología [sic] de los complejos genéricos ha sido vista con escepticismo en los círculos musicológicos de varios países, incluyendo a Cuba, donde algunos musicólogos han oscilado entre el rechazo, el escepticismo y el desdén...

Según el compositor y musicógrafo cubano Armando Rodríguez Ruidíaz:

"la música popular cubana autóctona se asemeja verdaderamente a un macro-organismo cuyos componentes parten de un origen común y se relacionan entre sí, de una forma u otra, durante el transcurso de su desarrollo, el cual se presenta como la evolución de un prototipo formal y estilístico primigenio; el ancestro común de todas las formas genéricas posteriores…

… Las canciones bailables españolas de ritmo sesquiáltero fueron la simiente primigenia de donde partió el proceso evolutivo que dio origen a numerosos estilos autóctonos iberoamericanos. La estructura de aquellas canciones, que incluyó su forma de copla y estribillo así como su ritmo sesquiáltero de origen africano, fue replicada y modificada en los pueblos de América, dando lugar a diversos géneros regionales."

De la elaboración y al proceso de transculturación de las primeras canciones bailables españolas de ritmo sesquiáltero que llegaron a Cuba, tales como la Sarabanda y la Chacona del siglo XVI, surgieron tres líneas principales de evolución genérica; y éstas pueden ser identificadas como:
1 – canciones bailables, la cual incluye, en orden cronológico, el punto guajiro y el zapateo, la guaracha cubana, la rumba rural, la rumba urbana, la conga del carnaval, el son, el danzonete, la rumba de salón, la conga de salón, el bolero bailable, el son montuno, el mambo, el chachachá, el songo y la timba.
2 – bailes, integrada por géneros como la contradanza cubana, la danza, el danzón y el danzón-mambo.
3 – canciones, compuesta por la  habanera, el bolero cubano, la guajira, la clave, la criolla, el tango congo, el pregón y otros géneros híbridos como la guaracha-son, la guajira-son, el bolero-son, el lamento-son, la criolla-bolero, el bolero-danzón, la canción-habanera y la canción-bolero.

## Géneros tradicionales de Cuba
De acuerdo a su definición enciclopédica, el término Música tradicional o folklórica (el cual se deriva de la palabra alemana "folk" o pueblo), se utiliza para designar la música espontáneamente creada y preservada por el pueblo en un país determinado; en contraste con los términos "música comercial" y "música clásica", que están relacionados con obras generadas por especialistas entrenados.
En el caso específico de la música cubana, algunos de sus estilos más populares pueden ser considerados como dentro de los límites de la previa definición. Los primeros géneros de la música cubana, que emergieron a la luz pública a comienzos del siglo XIX, conocidos como Punto cubano y Zapateo, así como la Rumba Urbana o "de cajón", la Conga (baile) y la música del Carnaval cubano, fueron creados por campesinos y obreros sin ninguna educación musical formal.
También la Guaracha cubana es considerada como un producto del ciudadano común de La Habana, de manera similar a las Rumbas Rurales y otros antecesores del Son cubano (como el Changüí de Guantánamo y el Sucu-sucu de Isla de Pinos). El mismo Son cubano nació de la síntesis de diferentes estilos populares como la Rumba Urbana y la Rumba Rural, y fue interpretado hasta los años treinta por músicos amateurs sin preparación académica.
Otro género de Música tradicional cubana emergió entre finales del siglo XIX y principios del XX en los barrios pobres de La Habana. Éste fue llamado Clave debido al nombre del instrumento que se usaba para su acompañamiento, la Clave (instrumento de percusión) cubano. Este estilo fue interpretado por coros populares principalmente integrados por personas de color, llamados "Coros de Clave", y su ritmo fue la llamada Hemiolia o hemiola vertical, utilizada también en la Contradanza cubana.

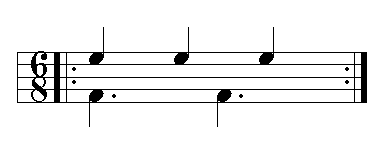
Hemiola vertical.

## Instrumentos
Los cubanos han creado también numerosos instrumentos típicos o tradicionales. Entre los más importantes podemos mencionar la Clave (instrumento de percusión), el Bongó y la Conga (instrumento musical), derivados de los instrumentos originales africanos; así como el Tres cubano, un descendiente del Laúd español. Existen también otros instrumentos menos conocidos, tales como el Tingo-talango o Tumbandera, la Botija y la Marímbula, un tipo de instrumento parecido a la Mbira africana.

## Músicos
Algunos famosos intérpretes de la Música tradicional cubana son: La reina de salsa, Celia Cruz, El maestro Benny More, Ernesto Lecuona, el pianista Bola de Nieve, Rita Montaner La cantante de Punto cubano Celina González, los trovadores Sindo Garay y María Teresa Vera, así como los soneros Ignacio Piñeiro, Máximo Francisco Repilado Muñoz Telles (Compay Segundo), Ibrahim Ferrer y Rubén González (pianista).